# Nabój .400 CorBon
.400 CorBon – amerykański nabój pistoletowy skonstruowany przez Bo Clerke. Nabój .400 CorBon jest połączeniem przeszyjkowanej łuski naboju .45ACP z pociskiem kalibru 10,4 mm.